# Heteromys anomalus
Heteromys anomalus là một loài động vật có vú trong họ Chuột kangaroo, bộ Gặm nhấm. Loài này được Thompson mô tả năm 1815.